# Microlita
La microlita és un mineral de la classe dels òxids que rep el seu nom del grec mikros (petit) i lithos (pedra).